# Zhang Fengliu
Zhang Fengliu (em chinês:  张凤柳, Zhāng Fèng Lǐu; Chaoyang, 15 de novembro de 1989) é uma lutadora de estilo-livre chinesa, medalhista olímpica.

## Carreira
Zhang competiu na Rio 2016, na qual conquistou a medalha de bronze, na categoria até 75 kg.